# Csobánka
Csobánka är en ort i Ungern.   Den ligger i provinsen Pest, i den nordvästra delen av landet, 17 km norr om huvudstaden Budapest. Csobánka ligger 173 meter över havet och antalet invånare är 2 881.
Terrängen runt Csobánka är huvudsakligen kuperad, men österut är den platt. Runt Csobánka är det mycket tätbefolkat, med 4 343 invånare per kvadratkilometer. Närmaste större samhälle är Budapest, 17,5 km söder om Csobánka. Runt Csobánka är det i huvudsak tätbebyggt.